# Consiglio per la ricerca in agricoltura e l'analisi dell'economia agraria
Il Consiglio per la ricerca in agricoltura e l'analisi dell'economia agraria (CREA) è un ente nazionale di ricerca con sede in Roma, vigilato dal Ministero dell'agricoltura, della sovranità alimentare e delle foreste.
È stato istituito con D. Lgs. 29 ottobre 1999, n. 454 e così denominato ai sensi dell’art. 1, comma 381, della Legge 23 dicembre 2014, n. 190.  Con l'approvazione dello Statuto, dal 2015 subentra al Consiglio per la ricerca e la sperimentazione in agricoltura (CRA) e all'Istituto nazionale di economia agraria (INEA).
Il complesso delle attività è rivolto ad accrescere le conoscenze in ambito agricolo, agroalimentare e agroindustriale, con l'obiettivo di migliorare la qualità e la sicurezza delle produzioni agrarie in un'ottica di maggiore sostenibilità ambientale delle filiere produttive. Il raggiungimento di questo obiettivo avviene tramite attività di ricerca di base ed applicata, finanziate dalle principali istituzioni pubbliche nazionali o internazionali, finalizzate all’avanzamento delle conoscenze e allo sviluppo di nuove tecnologie.
Il CREA svolge inoltre attività di servizio istituzionale, richiesta principalmente dal MASAF e da altre amministrazioni pubbliche, come supporto di conoscenze per la programmazione delle politiche settoriali. Si tratta in particolare di raccolta ed analisi di dati statistici, redazione di documenti per la definizione delle policy e di attività di certificazione.
Altro pilastro della sua missione è il trasferimento tecnologico che si concretizza con il mantenimento e l’implementazione del portafoglio titoli (brevetti, privative vegetali e iscrizioni ai registri varietali).
Infine, il CREA, come le altre Istituzioni accademiche e di ricerca, mantiene un dialogo con la società attraverso la divulgazione diretta al grande pubblico e creando occasioni di dibattito aperto e scientificamente informato sui temi di sua competenza, sensibili o di forte interesse per l’opinione pubblica.

## Organizzazione
Il Consiglio si compone di 12 Centri di ricerca: 
- 6 Centri di ricerca tematici a cui sono assegnate missioni focalizzate sulle discipline scientifiche alla base della ricerca in agricoltura, riguardanti il settore agroalimentare e l’agroindustria, l’alimentazione e la nutrizione, le politiche agricole europee e nazionali:
  - Agricoltura e Ambiente (Bologna, Firenze, Roma, Bari)
  - Genomica e Bioinformatica (Fiorenzuola d'Arda, Montanaso, Roma). La sede di Roma ospita il Laboratorio di Genomica Metabolica e Metabolomica nutrizionale.
  - Difesa e Certificazione (Roma, Firenze, Milano, Palermo, Tavazzano, Battipaglia, Bologna, Lonigo, Bagheria)
  - Ingegneria e Trasformazioni Agroalimentari (Monterotondo, Milano, Treviglio, Roma)
  - Alimenti e Nutrizione (Roma)
  - Politiche e Bioeconomia (Roma)
- 6 Centri di ricerca di filiera a cui sono attribuite missioni specifiche di ricerca scientifica applicata alle principali filiere agroalimentari, nonché studi e ricerche per la gestione sostenibile delle foreste e dell’arboricoltura da legno:
  - Cerealicoltura e Colture Industriali (Foggia, Bergamo, Bologna, Vercelli)
  - Foreste e Legno (Arezzo, Trento, Casale Monferrato)
  - Olivicoltura, Frutticoltura e Agrumicoltura (Acireale, Ciampino, Caserta, Forlì, Rende)
  - Orticoltura e Florovivaismo (Pontecagnano Faiano, Pescia, Sanremo, Monsampolo)
  - Viticoltura ed Enologia (Conegliano, Turi, Asti, Arezzo, Gorizia, Velletri)
  - Zootecnia e Acquacoltura (Lodi, Monterotondo, Bella, Modena)

Dall'11 Aprile 2024 Andrea Rocchi è Presidente del CREA.